# Adelaide Cottage
Adelaide Cottage est un pavillon situé dans le Home Park, au sud-est du château de Windsor dans le comté du Berkshire en Angleterre.
Ce petit édifice à étage en stuc, d'un style architectural typique du début du XIXe siècle, se dresse dans un vallon pittoresque du Home Park. Au-dessus de l'entrée principale située plein sud est inscrite la date de 1831. Au nord, deux grandes pièces s'ouvrent sur le jardin. L'une de ces pièces forme un octogone parfait tapissé de motifs en forme de treillis. L'autre pièce est décorée d'accessoires de l'ancien yacht Royal George (en).
Adelaide Lodge, juste au sud du cottage, est conçu de la même manière et sert de résidence au jardinier. Les noms des deux maisons étaient autrefois inversés.

## Habitants
Adelaide Cottage est, depuis l'été 2022, la résidence principale du prince William de Galles, de Catherine Middleton et de leurs trois enfants le prince George, la princesse Charlotte et le prince Louis.